# Tetragoneura proxima
Tetragoneura proxima är en tvåvingeart som beskrevs av Tonnoir och Edwards 1927. Tetragoneura proxima ingår i släktet Tetragoneura och familjen svampmyggor. Inga underarter finns listade i Catalogue of Life.